# گوستاف لونهاوپت
گوستاف لونهاوپت (انگلیسی: Gustaf Lewenhaupt; ۲۰ اوت ۱۸۷۹ – ۷ اوت ۱۹۶۲) سوارکار، ورزشکار پنج‌گانه مدرن و سرگرد ارتش اهل سوئد بود.